# Geluveldmolen
De Geluveldmolen is een windmolen in de tot de West-Vlaamse gemeente Zonnebeke behorende plaats Geluveld, gelegen aan de Oude Komenstraat.
Het betreft een molen van het type gesloten standerdmolen die fungeerde als korenmolen.

## Geschiedenis
Reeds in de middeleeuwen stond hier een banmolen, toebehorend aan de heren van Geluveld, die het recht hadden om hier een wyntmeulne op te richten. Documenten tonen aan dat de molen in 1480 vernield werd en pas in 1550 weer opgericht te worden. Op 27 oktober 1914 werd de molen door de Duitsers verwoest.
In 1923 werd de Plaatsmolen van Watou aangekocht door Léonie Keingiaert de Gheluvelt. Om wind te vangen moest de molen op zeer hoge teerlingen worden geplaatst. Daarom moest ook een hangende stelling worden aangebracht. Toch werd de molen in 1926 al stilgelegd, omdat hij niet over moderne hulpmiddelen, zoals een hulpmotor en een builinstallatie.
De molen raakte in verval en in 1980 werd hij verkocht aan een architect onder voorwaarde dat deze zou de molen restaureren. Dit gebeurde echter niet en in 1992 werd de molen ontmanteld, waarbij de onderdelen werden bewaard. In 2005 werden de molenonderdelen door de gemeente teruggekocht. In 2019 was de molen nog steeds niet heropgebouwd ondanks de wettelijk beschermde status die reeds in 1973 aan deze historische molen werd verleend.
- Inventaris van het Bouwkundig Erfgoed (Vlaanderen): 33138